# Fejø (eiland)

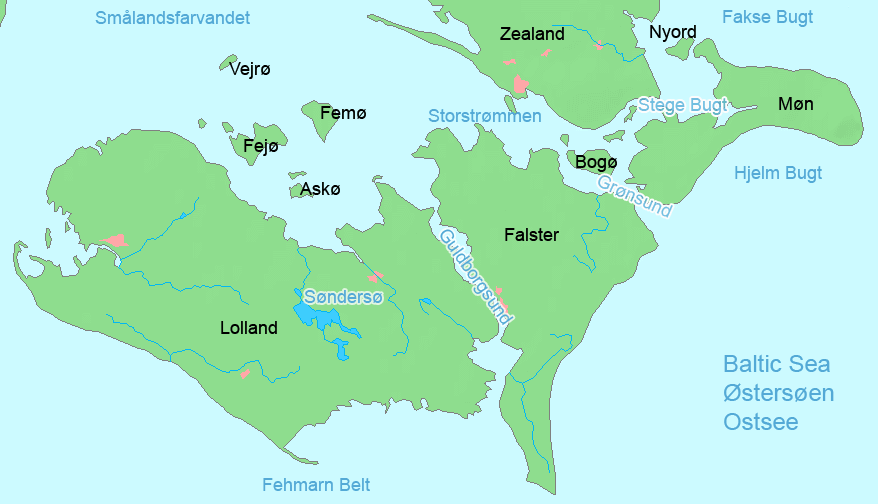
Kaart

Fejø is een in de Oostzee gelegen Deens eiland. Het eiland vormt samen met Femø en Askø een eilandengroepje. Op het eilandje liggen drie dorpen: Vesterby, Østerby, Skoven en Skalø. Het hoogste punt van het eiland ligt bij Vesterby, op 14 meter hoogte. Een januari 2006 wonden op Fejø 608 mensen.
Het eiland heeft een jachthaven. Er vaart een veerboot naar Kragenæs in het noordwesten van het eiland Lolland, de overtocht duurt 15 minuten.
Fejø ligt in de in 2007 gevormde gemeente Lolland.